# Aşgabat nemzetközi repülőtér
Az Aşgabat nemzetközi repülőtér (IATA: ASB, ICAO: UTAA) Türkmenisztán egyik nemzetközi repülőtere, amely Aşgabat közelében található. Éves utasforgalma 1 500 000 fő (2013).

## Futópályák
A repülőtér futópályái:
- 12L/30R (3800 m, beton)
- 12R/30L (2989 m, beton)
- 11/29 (1800 m, aszfalt)

## Forgalom
Az utasforgalom az elmúlt években az alábbi módon változott:
| Utasok száma | 241 000 | 473 000 | 666 000 | 825 000 | 1 500 000 | 1 500 000 | 1 500 000 | 2 450 000 |
|              | 1965    | 1970    | 1975    | 1980    | 2013      | 2015      | 2017      | 2018      |

## Légitársaságok és úticélok
2023-ban a Aşgabat nemzetközi repülőtérről az alábbi járatok indulnak:

### Személy
| Légitársaság            | Célállomások | Refs   |
| ----------------------- | --- | ------ |
| China Southern Airlines | Ürümqi |        |
| flydubai                | Dubai–International | [ 1 ]  |
| S7 Airlines             | Moszkva-Domogyedovo | [ 2 ]  |
| Turkish Airlines        | Istanbul |        |
| Turkmenistan Airlines   | Almaty, Beijing–Capital, Daşoguz, Delhi, Dubai–International, Erzurum, Frankfurt, Istanbul, Kazan, Kerki, London–Heathrow, Mary, Türkmenabat, Türkmenbaşy Szezonális: Dushanbe | [ 10 ] |

### Cargo
| Légitársaság                | Célállomások | Refs          |
| --------------------------- | --- | ------------- |
| Cargolux                    | Budapest, Luxembourg, Taipei–Taoyuan | [ 11 ]        |
| Turkmenistan Airlines Cargo | Daşoguz, Dubai–Al Maktoum, Frankfurt, Hanoi, Istanbul, Mary, Milan–Malpensa, Moscow–Sheremetyevo, Seoul–Incheon, Shenzhen, Türkmenbaşy, Ürümqi | [ 12 ] [ 13 ] |